# Marathon van Praag 2007
De marathon van Praag 2007 werd gelopen op zondag 13 mei 2007. Het was de dertiende editie van deze marathon.
Bij de mannen greep de Portugees Hélder Ornelas naar de overwinning in 2:11.49. De Russische Nailja Joelamanova was de sterkste bij de vrouwen in 2:33.10.
Deze editie was eveneens het toneel van de Tsjechische kampioenschappen. Deze titels werden gewonnen door respectievelijk Pavel Faschingbauer (zevende in 2:18.55) en Veronika Brychcinova (derde in 2:40.50).
In totaal finishten 3185 marathonlopers, waarvan 477 vrouwen.

## Uitslagen

### Mannen
| rang.  | naam                | land | tijd    |
| ------ | ------------------- | ---- | ------- |
| Goud   | Hélder Ornelas      | POR  | 2:11.49 |
| Zilver | Luka Chelimo        | KEN  | 2:12.36 |
| Brons  | Paulo Gomes         | POR  | 2:12.51 |
| 4      | Joseph Riri         | KEN  | 2:13.50 |
| 5      | Thomas Chemitei     | KEN  | 2:17.31 |
| 6      | Joachim Nishirimana | BUR  | 2:17.38 |
| 7      | Pavel Faschingbauer | CZE  | 2:18.55 |
| 8      | Ahmed Nasef         | MAR  | 2:19.34 |
| 9      | Martin Mutwiri      | KEN  | 2:22.29 |
| 10     | Pavel Novak         | CZE  | 2:23.38 |

### Vrouwen
| rang   | naam                 | land | tijd    |
| ------ | -------------------- | ---- | ------- |
| Goud   | Nailja Joelamanova   | RUS  | 2:33.10 |
| Zilver | Malgorzata Sobanska  | POL  | 2:35.02 |
| Brons  | Veronika Brychcinova | CZE  | 2:40.50 |
| 4      | Petra Havlova        | CZE  | 3:05.44 |
| 5      | Anna Bacova          | CZE  | 3:06.10 |

1995 ·
1996 ·
1997 ·
1998 ·
1999 ·
2000 ·
2001 ·
2002 ·
2003 ·
2004 ·
2005 ·
2006 ·
2007 ·
2008 ·
2009 ·
2010 ·
2011 ·
2012 ·
2013 ·
2014 ·
2015 ·
2016 ·
2017